# Santiago (Sariego)
Santiago es la parroquia central del concejo de Sariego. Atravesada por la AS-380 (La Secada - Villaviciosa) en ella se encuentran las dos iglesias que veneran a Santiago El Mayor, patrón de la localidad. Por un lado la iglesia vieja, Iglesia de Santiago el Mayor, de la época prerramirense del prerrománico asturiano, arte asturiano. Por otro lado, la iglesia nueva, construida en medio del valle de Sariego, al lado de la casa del cura, en los años 1970 por orden del párroco Manuel Feria.
En Santiago El Mayor, como también se conoce esta parroquia se encuentra la capital del concejo, Vega de Sariego, y numerosos barrios más, entre los que destacan: Ñora, Moral, Canal, La Cuesta, La Carcavá, Pedrosa, El Rebollar, Berros, Santianes y Lamasanti.
Es la fiesta de Santiago la mejor del principado, rezaba una canción del popular compositor local, Falo Pezón. Se celebra en julio, siendo el día grande el día 25.
También hay otra fiesta, El Carmen de Vega. Se celebra el segundo domingo de agosto.
- Datos: Q5198909
- Multimedia: Santiago, Sariego / Q5198909

1. ↑  Worldpostalcodes.org, código postal n.º 33518.